# Clan de' Paperoni
Il Clan de' Paperoni (Clan McDuck) è un gruppo di personaggi dei fumetti della Walt Disney come Paperino e Paperon de' Paperoni imparentati fra loro come in una vera famiglia; venne ideato dal fumettista Carl Barks e successivamente ampliato da altri autori.
Poiché il cognome di Paperone (Scrooge McDuck), in lingua originale, è di origine scozzese, la sua famiglia è stata immaginata come un vero e proprio clan scozzese.

## Origini letterarie
Nei primi anni '50 Carl Barks era nel suo secondo decennio di creazione di storie a fumetti con protagonisti Paperino e i suoi vari parenti e aveva creato personalmente alcuni di questi dei quali i più noti erano Paperon de' Paperoni e Gastone Paperone. Ma il rapporto esatto tra loro era ancora non ben definito. Carl decise allora di creare una versione personale dell'albero genealogico e per definire meglio le loro relazioni aggiunse diversi parenti precedentemente sconosciuti. Carl non aveva mai avuto intenzione di pubblicare questo albero genealogico poiché l'aveva creato per uso personale. Nel 1981 Barks si era ritirato da tempo ma le sue storie erano rimaste popolari. Aveva dato diverse interviste e tra gli altri argomenti descrisse la sua prima versione dell'albero genealogico. Schizzi dell'albero furono poi pubblicati su alcune fanzine attirando l'attenzione dei fan. A questo punto Mark Worden decise di creare un disegno di questo albero genealogico tra cui i ritratti dei personaggi citati. In realtà Worden fece alcune modifiche all'albero come in particolare l'aggiunta di Paperina come fidanzata di Paperino. La sua versione illustrata della struttura venne pubblicata prima in diverse fanzine e poi nella Biblioteca di Carl Barks, raccolta in dieci volumi delle sue opere in bianco e nero con copertina rigida.
Nel 1987 Don Rosa iniziò a creare le sue storie con Paperone contenenti numerosi riferimenti alle precedenti storie di Barks nonché diverse idee originali. Dopo alcuni anni egli aveva sviluppato un suo archivio. Nei primi anni '90 la Egmont, casa editrice di Don Rosa, lo incaricò di creare la versione definitiva della biografia di Paperone con relativo albero genealogico al fine di mettere fine a decenni di contraddizioni causa di confusione per i lettori. Il progetto diventò la Saga di Paperon de' Paperoni. L'albero genealogico che la accompagna venne pubblicato per la prima volta in Norvegia il 3 luglio 1993. Nel processo di lavoro sulla biografia di Paperone, Rosa studiò le vecchie storie di Barks che citavano il suo passato. Poi aggiunse una serie di sue idee. Tra di esse c'erano le informazioni biografiche per i personaggi di supporto.

## "Albero genealogico"
Secondo la cronologia del fumettista Don Rosa e autore della famosa Saga di Paperon de' Paperoni, il clan ha radici nel 122 d.C. quando un membro ancora senza nome vendette la pietra per la costruzione del Vallo di Adriano. Il clan era originariamente chiamato clan MacDuich ma abbandonò l'ortografia gaelica del nome nel 1071 e assunse la denominazione McDuck. I membri più famosi del clan sono Paperon de' Paperoni e Paolino Paperino. Il clan venne ampliato nell'universo dei fumetti Disney italiani con la saga Storia e gloria della dinastia dei paperi scritta da Guido Martina. In base ad essa, il clan fu fondato nel corso del I secolo a.C. da Pah-Peh-Rheo, un egiziano diventato cittadino romano come Petronius Paperonius. In origine seguì una campagna dell'esercito romano in Britannia ma alla fine decise di stabilirsi in Caledonia (nome romano per la Scozia) tra il popolo dei Pitti.
Questo albero genealogico è fondata sull'albero genealogico dei de' Paperoni opera di Don Rosa e mostra il rapporto con la famiglia Duck. Esso comprende i de' Paperoni del XIX e XX secolo ma non i lontani antenati. Tra i più famosi de' Paperoni che non compaiono nell'albero genealogico di Rosa ci sono i fratellastri di Paperone: Gedeone de' Paperoni e Anatrone de' Pennuti. Il clan è imparentato con la famiglia di Paperino grazie al matrimonio tra Hortense McDuck e Quackmore Duck, genitori di Paperino e quindi Paperino, sua sorella Della Duck e i suoi figli Qui, Quo e Qua sono i discendenti del clan attraverso la loro linea di discendenza materna.
|                               |                               |                               |                               |                               |                               |  |  |                    |                    | Dingo "il Sozzo" de' Paperoni | Dingo "il Sozzo" de' Paperoni | Dingo "il Sozzo" de' Paperoni | Dingo "il Sozzo" de' Paperoni | Dingo "il Sozzo" de' Paperoni | Dingo "il Sozzo" de' Paperoni |                    |                    |                    |                    |                    |                    | Molly Mallard | Molly Mallard | Molly Mallard               | Molly Mallard               | Molly Mallard               | Molly Mallard               |                             |                             |  |  |                            |                            |                            |                            |                            |                            |  |  |                          |                          |                          |                          |                          |                          |  |  |  |  |  |  |  |  |
|                               |                               |                               |                               |                               |                               |  |  |                    |                    | Dingo "il Sozzo" de' Paperoni | Dingo "il Sozzo" de' Paperoni | Dingo "il Sozzo" de' Paperoni | Dingo "il Sozzo" de' Paperoni | Dingo "il Sozzo" de' Paperoni | Dingo "il Sozzo" de' Paperoni |                    |                    |                    |                    |                    |                    | Molly Mallard | Molly Mallard | Molly Mallard               | Molly Mallard               | Molly Mallard               | Molly Mallard               |                             |                             |  |  |                            |                            |                            |                            |                            |                            |  |  |                          |                          |                          |                          |                          |                          |  |  |  |  |  |  |  |  |
|                               |                               |                               |                               |                               |                               |  |  |                    |                    |                               |                               |                               |                               |                               |                               |                    |                    |                    |                    |                    |                    |               |               |                             |                             |                             |                             |                             |                             |  |  |                            |                            |                            |                            |                            |                            |  |  |                          |                          |                          |                          |                          |                          |  |  |  |  |  |  |  |  |
|                               |                               |                               |                               |                               |                               |  |  |                    |                    |                               |                               |                               |                               |                               |                               |                    |                    |                    |                    |                    |                    |               |               |                             |                             |                             |                             |                             |                             |  |  |                            |                            |                            |                            |                            |                            |  |  |                          |                          |                          |                          |                          |                          |  |  |  |  |  |  |  |  |
| Angus "Manibuche" (1829-1900) | Angus "Manibuche" (1829-1900) | Angus "Manibuche" (1829-1900) | Angus "Manibuche" (1829-1900) | Angus "Manibuche" (1829-1900) | Angus "Manibuche" (1829-1900) |  |  | Papera sconosciuta | Papera sconosciuta | Papera sconosciuta            | Papera sconosciuta            | Papera sconosciuta            | Papera sconosciuta            |                               |                               | Fergus (1835-1902) | Fergus (1835-1902) | Fergus (1835-1902) | Fergus (1835-1902) | Fergus (1835-1902) | Fergus (1835-1902) |               |               | Piumina O'Drake (1840-1897) | Piumina O'Drake (1840-1897) | Piumina O'Drake (1840-1897) | Piumina O'Drake (1840-1897) | Piumina O'Drake (1840-1897) | Piumina O'Drake (1840-1897) |  |  | Jake (1832-1900)           | Jake (1832-1900)           | Jake (1832-1900)           | Jake (1832-1900)           | Jake (1832-1900)           | Jake (1832-1900)           |  |  | Famiglia Duck            | Famiglia Duck            | Famiglia Duck            | Famiglia Duck            | Famiglia Duck            | Famiglia Duck            |  |  |  |  |  |  |  |  |
| Angus "Manibuche" (1829-1900) | Angus "Manibuche" (1829-1900) | Angus "Manibuche" (1829-1900) | Angus "Manibuche" (1829-1900) | Angus "Manibuche" (1829-1900) | Angus "Manibuche" (1829-1900) |  |  | Papera sconosciuta | Papera sconosciuta | Papera sconosciuta            | Papera sconosciuta            | Papera sconosciuta            | Papera sconosciuta            |                               |                               | Fergus (1835-1902) | Fergus (1835-1902) | Fergus (1835-1902) | Fergus (1835-1902) | Fergus (1835-1902) | Fergus (1835-1902) |               |               | Piumina O'Drake (1840-1897) | Piumina O'Drake (1840-1897) | Piumina O'Drake (1840-1897) | Piumina O'Drake (1840-1897) | Piumina O'Drake (1840-1897) | Piumina O'Drake (1840-1897) |  |  | Jake (1832-1900)           | Jake (1832-1900)           | Jake (1832-1900)           | Jake (1832-1900)           | Jake (1832-1900)           | Jake (1832-1900)           |  |  | Famiglia Duck            | Famiglia Duck            | Famiglia Duck            | Famiglia Duck            | Famiglia Duck            | Famiglia Duck            |  |  |  |  |  |  |  |  |
|                               |                               |                               |                               |                               |                               |  |  |                    |                    |                               |                               |                               |                               |                               |                               |                    |                    |                    |                    |                    |                    |               |               |                             |                             |                             |                             |                             |                             |  |  |                            |                            |                            |                            |                            |                            |  |  |                          |                          |                          |                          |                          |                          |  |  |  |  |  |  |  |  |
|                               |                               |                               |                               |                               |                               |  |  |                    |                    |                               |                               |                               |                               |                               |                               |                    |                    |                    |                    |                    |                    |               |               |                             |                             |                             |                             |                             |                             |  |  |                            |                            |                            |                            |                            |                            |  |  |                          |                          |                          |                          |                          |                          |  |  |  |  |  |  |  |  |
|                               |                               |                               |                               |                               |                               |  |  |                    |                    |                               |                               |                               |                               |                               |                               |                    |                    |                    |                    |                    |                    |               |               |                             |                             |                             |                             |                             |                             |  |  |                            |                            |                            |                            |                            |                            |  |  |                          |                          |                          |                          |                          |                          |  |  |  |  |  |  |  |  |
|                               |                               |                               |                               |                               |                               |  |  |                    |                    |                               |                               |                               |                               |                               |                               |                    |                    |                    |                    |                    |                    |               |               |                             |                             |                             |                             |                             |                             |  |  |                            |                            |                            |                            |                            |                            |  |  |                          |                          |                          |                          |                          |                          |  |  |  |  |  |  |  |  |
| Gedeone                       | Gedeone                       | Gedeone                       | Gedeone                       | Gedeone                       | Gedeone                       |  |  | Paperone (n. 1867) | Paperone (n. 1867) | Paperone (n. 1867)            | Paperone (n. 1867)            | Paperone (n. 1867)            | Paperone (n. 1867)            |                               |                               | Matilda (n. 1871)  | Matilda (n. 1871)  | Matilda (n. 1871)  | Matilda (n. 1871)  | Matilda (n. 1871)  | Matilda (n. 1871)  |               |               | Pico                        | Pico                        | Pico                        | Pico                        | Pico                        | Pico                        |  |  | Ortensia (n. 1876)         | Ortensia (n. 1876)         | Ortensia (n. 1876)         | Ortensia (n. 1876)         | Ortensia (n. 1876)         | Ortensia (n. 1876)         |  |  | Quackmore Duck (n. 1875) | Quackmore Duck (n. 1875) | Quackmore Duck (n. 1875) | Quackmore Duck (n. 1875) | Quackmore Duck (n. 1875) | Quackmore Duck (n. 1875) |  |  |  |  |  |  |  |  |
| Gedeone                       | Gedeone                       | Gedeone                       | Gedeone                       | Gedeone                       | Gedeone                       |  |  | Paperone (n. 1867) | Paperone (n. 1867) | Paperone (n. 1867)            | Paperone (n. 1867)            | Paperone (n. 1867)            | Paperone (n. 1867)            |                               |                               | Matilda (n. 1871)  | Matilda (n. 1871)  | Matilda (n. 1871)  | Matilda (n. 1871)  | Matilda (n. 1871)  | Matilda (n. 1871)  |               |               | Pico                        | Pico                        | Pico                        | Pico                        | Pico                        | Pico                        |  |  | Ortensia (n. 1876)         | Ortensia (n. 1876)         | Ortensia (n. 1876)         | Ortensia (n. 1876)         | Ortensia (n. 1876)         | Ortensia (n. 1876)         |  |  | Quackmore Duck (n. 1875) | Quackmore Duck (n. 1875) | Quackmore Duck (n. 1875) | Quackmore Duck (n. 1875) | Quackmore Duck (n. 1875) | Quackmore Duck (n. 1875) |  |  |  |  |  |  |  |  |
|                               |                               |                               |                               |                               |                               |  |  |                    |                    |                               |                               |                               |                               |                               |                               |                    |                    |                    |                    |                    |                    |               |               |                             |                             |                             |                             |                             |                             |  |  |                            |                            |                            |                            |                            |                            |  |  |                          |                          |                          |                          |                          |                          |  |  |  |  |  |  |  |  |
|                               |                               |                               |                               |                               |                               |  |  |                    |                    |                               |                               |                               |                               |                               |                               |                    |                    |                    |                    |                    |                    |               |               |                             |                             |                             |                             |                             |                             |  |  |                            |                            |                            |                            |                            |                            |  |  |                          |                          |                          |                          |                          |                          |  |  |  |  |  |  |  |  |
|                               |                               |                               |                               |                               |                               |  |  |                    |                    |                               |                               |                               |                               |                               |                               |                    |                    |                    |                    |                    |                    |               |               |                             |                             |                             |                             |                             |                             |  |  | Paolino Paperino (n. 1920) | Paolino Paperino (n. 1920) | Paolino Paperino (n. 1920) | Paolino Paperino (n. 1920) | Paolino Paperino (n. 1920) | Paolino Paperino (n. 1920) |  |  | "Della" (n. 1920)        | "Della" (n. 1920)        | "Della" (n. 1920)        | "Della" (n. 1920)        | "Della" (n. 1920)        | "Della" (n. 1920)        |  |  |  |  |  |  |  |  |
|                               |                               |                               |                               |                               |                               |  |  |                    |                    |                               |                               |                               |                               |                               |                               |                    |                    |                    |                    |                    |                    |               |               |                             |                             |                             |                             |                             |                             |  |  | Paolino Paperino (n. 1920) | Paolino Paperino (n. 1920) | Paolino Paperino (n. 1920) | Paolino Paperino (n. 1920) | Paolino Paperino (n. 1920) | Paolino Paperino (n. 1920) |  |  | "Della" (n. 1920)        | "Della" (n. 1920)        | "Della" (n. 1920)        | "Della" (n. 1920)        | "Della" (n. 1920)        | "Della" (n. 1920)        |  |  |  |  |  |  |  |  |
|                               |                               |                               |                               |                               |                               |  |  |                    |                    |                               |                               |                               |                               |                               |                               |                    |                    |                    |                    |                    |                    |               |               |                             |                             |                             |                             |                             |                             |  |  |                            |                            |                            |                            |                            |                            |  |  | Qui, Quo e Qua           |                          |                          |                          |                          |                          |  |  |  |  |  |  |  |  |

## Componenti

### Avi antichi e medievali

#### Conte Braccio di Ferro de' Paperoni (Sir Eider McDuck, 880-946)
Il Conte Braccio di Ferro, nato nell'880, era il capo del Clan de' Paperoni durante un'invasione anglosassone nel 946 (nonostante Inghilterra e Scozia avessero firmato un trattato di pace nel 945). Quando gli uomini del conte seppero che la loro paga corrispondeva a 30 miseri pezzi di rame all'ora per tutta la truppa e che il conte non aveva fornito loro le frecce in quanto troppo costose, abbandonarono il loro signore per salvarsi la vita e il conte morì combattendo i predoni da solo. Braccio di Ferro viene menzionato per la prima volta in Paperino e il segreto del vecchio castello, in cui si vede la sua armatura, e appare in seguito in alcune storie di produzione danese (tra cui due della Saga di Paperon de' Paperoni).
Nel dipinto di Barks Dubious Doings at Dismal Downs si possono notare le tombe di due suoi discendenti, frate Juicy de' Paperoni (910-971) e Sir Smokt de' Paperoni (nato nel 931).
Braccio di Ferro fa un cammeo come fantasma nell'episodio di DuckTales "I segreti del Castello de' Paperoni".

#### Duca Quaquarone de' Paperoni (Sir Quackly McDuck, 1010-1057)
Menzionato anch'esso nella storia Paperino e il segreto del vecchio castello e nell'albero genealogico. Appare anche come fantasma nella Saga di Paperon de' Paperoni di Don Rosa.
Il duca Quaquarone nacque in Scozia nel 1010. In seguito divenne il leader del clan. Nel 1057 re Macbeth di Scozia gli offrì un piccolo scrigno con un tesoro in cambio del suo sostegno nella guerra in corso per il trono. Il duca Quaquarone acconsentì e servì il re durante la guerra, ma divenne ossessionato nel proteggere il tesoro e accidentalmente si intrappolò all'interno delle mura con esso, dove in seguito morì. Il duca Quaquarone divenne una leggenda tra i de' Paperoni, i quali sostenevano che il suo fantasma proteggesse il tesoro e il castello. Nel racconto Paperino e il segreto del vecchio castello, il cattivo Diamante Dick si traveste da fantasma di Quaquarone per spaventare Paperone, mentre nella successiva L'ultimo del Clan de' Paperoni il fantasma di Quaquarone appare in persona, consigliando un giovane Paperone senza però rivelare la sua vera identità. I resti del duca Quaquarone e la cassa del tesoro vennero trovati da Paperone nel 1948.

#### Marchese Scarampola de' Paperoni (Sir Stuft McDuck, 1110-1175)
Menzionato anch'esso nella storia Paperino e il segreto del vecchio castello e nell'albero genealogico.
Nacque in Scozia nel 1110. Divenne il leader del Clan de' Paperoni. Fu un leader di grande successo e il clan divenne più ricco sotto la sua guida. Morì nel 1175.

#### Conte Pancia di Ghisa de' Paperoni (Sir Roast McDuck, 1159-1205)
Menzionato anch'esso nella storia Paperino e il segreto del vecchio castello e nell'albero genealogico.
Nacque in Scozia nel 1159. Noto soprattutto per la sua eccessiva golosità. Al conte era stato chiesto dal re Guglielmo I di Scozia di offrire la maggior parte del tesoro del suo clan al fine di soddisfare le condizioni del re Riccardo I d'Inghilterra per un trattato firmato tra di loro. Il trattato prevedeva che se Guglielmo avesse offerto a Riccardo 10.000 marchi sarebbe stato liberato dal suo giuramento di sottomissione all'Inghilterra. Il patriottico Pancia di Ghisa obbedì al volere del re. Questo portò poi ai problemi finanziari e al declino del clan, fino ad allora uno dei più ricchi in Scozia. In seguito il rapporto di Pancia di Ghisa con il re si fece teso. Nel 1205 fece irruzione nella cantina del re, e morì poco dopo a causa di un'indigestione. Fu sepolto nel cimitero di famiglia. La sua armatura venne posta in uno dei corridoi del castello de' Paperoni.

#### Duca Bambaluc de' Paperoni (Sir Swamphole McDuck, 1190-1260)
Menzionato anch'esso nella storia Paperino e il segreto del vecchio castello e nell'albero genealogico.
Nacque nel 1190. Sotto la sua guida il clan soffrì di problemi finanziari. Nel 1220 decise di sigillare le segrete del castello nel tentativo di ridurne i costi di manutenzione ma creò comunque un passaggio segreto che portava da uno dei corridoi alle segrete sigillate e da lì al cimitero di famiglia fuori dal castello. Il passaggio fu utile durante l'assedio dei clan rivali. Bambaluc morì nel 1260. L'entrata del passaggio nel cimitero divenne la sua tomba. Le sue ossa sono rimaste nella sua armatura posta di fronte all'entrata del passaggio nel castello. In Una lettera da casa di Don Rosa viene rivelato che il duca Bambaluc probabilmente sigillò le segrete al fine di nascondere la costruzione delle camere che avrebbero nascosto il tesoro dei Cavalieri Templari.

#### Sir Donald de' Paperoni (Sir Donald McDuck)
Menzionato nella storia The History of The Clan McDuck di Carl Barks e in un capitolo creato per la Saga di Paperon de' Paperoni ma che alla fine non trovò posto in essa.
Soprannominato "Black Donald" a causa del suo pessimo umore, si dice abbia inventato il golf, il lancio del martello e il lancio del tronco nel 1440. Il suo temperamento mentre giocava a golf portò Giacomo II di Scozia a mettere fuori legge lo sport.

#### Sir Simon de' Paperoni (Sir Simon McDuck, 1437-1509)
Menzionato in Una lettera da casa di Don Rosa. Secondo la sua pietra tombale visse dal 1437 al 1509. Fu tesoriere dei Cavalieri Templari e responsabile per aver nascosto il loro tesoro sotto al castello.

### Avi moderni e del XIX secolo

#### Angus "Manibuche" de' Paperoni (Angus "Pothole" McDuck, 1829-1902)
Era lo zio di Paperone. Venne menzionato in Zio Paperone e la regina del cotone di Carl Barks e più tardi apparve in alcune storie di Don Rosa.
Nacque a Glasgow, in Scozia, nel 1829, da Dingo de' Paperoni e Molly Mallard. Aveva due fratelli più piccoli di nome Fergus de' Paperoni e Jake de' Paperoni. Angus emigrò negli Stati Uniti alla fine degli anni 1840. Nel 1850 stava lavorando come mozzo nel battello Drennan Whyte nel fiume Mississippi quando esso affondò. Egli fu l'unico sopravvissuto. Continuò a lavorare sui battelli del Mississippi e ne ottenne uno suo nel 1861, il Cotton Queen. Ai tempi della guerra di secessione americana (1861-1865) acquisì un discreto successo come riverboater. Poco dopo la fine della guerra nel 1865 lui e il collega Porcello Suinello divennero i co-proprietari di Gables Cornpone, una piantagione del Sud che era andata in bancarotta. I due non erano in grado di risolvere le loro divergenze e decisero di fare una gara fluviale nel 1870 per decidere chi ne sarebbe stato il proprietario. Entrambi i battelli affondarono. Porcello aveva altri due battelli, ma Angus trascorse i successivi dieci anni come giocatore di carte professionista. Nel 1880, in una partita di poker con Porcello, Angus vinse i diritti di uno dei battelli del rivale, chiamato Ciccio Dollaro. Porcello perse presto l'altro suo battello contro Capitan Bassotto e i suoi figli, la prima generazione della Banda Bassotti, una famiglia di fuorilegge, e si ritirò. Angus invece assunse suo nipote Paperone e un inventore squattrinato di nome Cacciavite Pitagorico come suo equipaggio. Gli affari non andavano bene e Angus decise di andare in pensione nel 1882. Lasciò il suo battello al nipote e si stabilì a New Orleans. Divenne l'autore di una serie di dime novel sotto il titolo Il signore del Mississippi, sulla base di una descrizione molto esagerata della sua vita ma che divennero molto popolari e, per avere più materiale da aggiungere, di tanto in tanto Angus viaggiava attraverso il paese. Nella storia Il vigilante di Pizen Bluff di Don Rosa viene visto apparire nel Wild West di Buffalo Bill. Dopo che i soldi dello show vengono rubati dalla Banda Dalton, Angus cavalca con Bill, Paperone, P. T. Barnum, Annie Oakley e Geronimo per fermare i banditi. La data esatta della morte di Angus è sconosciuta. Nel 1955 il nipote di Porcello, Horseshoe Hogg, e Paperone avrebbero riportato in superficie i battelli a vapore dei loro zii per finire la gara per Cornpone Gables. Paperone vinse, solo per scoprire che 85 anni di disuso avevano reso il palazzo così fragile da venire accidentalmente distrutto con uno starnuto.

#### Dingo de' Paperoni (Dingus McDuck, 1810-1870)
Soprannominato "il Sozzo" ("Dirty"), venne creato da Don Rosa (a partire da un accenno di Barks) per il suo albero genealogico dei paperi e non è mai apparso in persona. Era il nonno di Paperon de' Paperoni ed era un minatore. Sposò Molly Mallard ed ebbe tre figli: Angus de' Paperoni, Jake de' Paperoni e Fergus de' Paperoni. In una storia degli anni '60 di Bob Gregory e Tony Strobl il nonno di Paperone viene indicato come Tito de' Paperoni (Titus McDuck). Guido Martina, autore italiano, ha invece creato Paperone Geremia de' Paperoni e Paperhone de' Paperoni, quest'ultimo apparso in Storia e gloria della dinastia dei paperi.

#### Fergus de' Paperoni (Fergus McDuck, 1835-1902)
Era il padre di Paperone e personaggio di primo piano nella Saga di Paperon de' Paperoni. Nacque a Glasgow nel 1835 da Dingo "il Sozzo" de' Paperoni e Molly Mallard. Trascorse la maggior parte della sua vita come lavoratore in un mulino. Secondo una storia di William Van Horn, Fergus ad un certo punto ebbe un breve matrimonio con una donna non identificata, con la quale ebbe il figlio Anatrone de' Pennuti. In seguito sposò Piumina O'Drake, sua moglie nelle storie di Rosa, che divenne la madre di tre dei suoi figli: Paperone, Matilda e Ortensia. Anche un personaggio italiano, Gedeone de' Paperoni, potrebbe essere un figlio di Fergus. Il resto della biografia di Fergus viene mostrata nella Saga di Paperon de' Paperoni. Nel 1877 incoraggiò il figlio a lavorare. L'evidente intelligenza, l'abilità nel lavoro duro e l'ambizione di Paperone fecero credere a suo padre che Paperone sarebbe stato in grado di riportare il clan al suo antico splendore. Nel 1885 le terre ereditarie del clan sarebbero state sequestrate a causa dell'impossibilità di Fergus di pagare le tasse ma Paperone intervenne per pagarle e divenne il nuovo proprietario delle loro terre. Mentre Paperone era via, Fergus e la sua famiglia tornarono al castello de' Paperoni, abbandonato da secoli, a Colle Fosco. La famiglia continuò a lavorare per pagare le tasse e Paperone inviò loro la maggior parte dei soldi che aveva guadagnato durante il viaggio. Fergus rimase vedovo nel 1897. Paperone si arricchì nel Klondike e tornò in Scozia nel 1902 come miliardario. Originariamente l'intenzione di Paperone era stabilirsi a Colle Fosco, ma ben presto cambiò idea e decise di stabilirsi negli Stati Uniti, portando la sua famiglia con lui. Le sorelle accettarono, ma Fergus decise di rimanere. Morì durante la notte, a 67 anni, e il suo spirito si riunì con la moglie Piumina e il resto del clan mentre i suoi tre figli lasciavano la Scozia.
In Una lettera da casa di Don Rosa viene rivelato che Fergus cercò di trovare il tesoro dei Templari nascosto nel castello de' Paperoni da uno dei suoi antenati, egli stesso un cavaliere. Anche se Fergus decise di non raccontare a Paperone del tesoro, egli ne viene a conoscenza attraverso altri modi e, come Matilda de' Paperoni, pensa che Fergus abbia mantenuto il segreto con lui perché disapprovava Paperone. Nel mezzo della ricerca del tesoro, Paperone, i suoi nipoti e Matilda trovano una lettera di Fergus, il quale credeva che Paperone alla fine l'avrebbe trovato, rivelando che la ragione per cui aveva nascosto il segreto a Paperone è che il figlio si sarebbe sentito meglio costruendo la propria fortuna, invece di ereditarne una.
Nel gioco per NES DuckTales 2, Paperone e i nipoti trovarono un pezzo di una mappa del tesoro che apparentemente apparteneva ad un personaggio chiamato Fergus de' Paperoni. Tuttavia, il Fergus in questione non è il padre di Paperone ma il pro-prozio di Paperone.

#### Hugh "Schiumatore" de' Paperoni (Captain Hugh "Seafoam" McDuck, 1710-1776)
Apparve per la prima volta in una storia senza titolo di Carl Barks (conosciuta come Zio Paperone e la cassa di rafano), in cui la storia dell'inganno di Scrocco degli Arpagoni sullo Schiumatore viene utilizzata come retroscena. La storia del personaggio venne successivamente ampliata da Don Rosa, e compare nella Saga di Paperon de' Paperoni.
Hugh de' Paperoni nacque in Scozia nel 1710. Si stabilì a Glasgow nel 1727 e si dedicò ai commerci marittimi arrivando a ottenere una propria nave, l'"Oca d'Oro". Diventò ricco trasportando merci tra il Regno Unito e i Caraibi. Nel 1753 la sua fortuna finì. Firmò un contratto con Swindle McSue per consegnare un baule pieno di rafano in Giamaica. Tre settimane dopo la sua nave affondò insieme al baule prima di raggiungere la Giamaica. Era stata sabotata da McSue. Quando Hugh tornò in Scozia scoprì che il suo contratto aveva alcune clausole scritte in piccolo che la sua debole vista non gli ha permesso di vedere. Le clausole dicevano che se Hugh non fosse riuscito a consegnare il baule in Giamaica tutti i suoi averi sarebbero andati a McSue. A Hugh rimasero solo i suoi vestiti, il suo orologio d'argento in tasca e la sua dentiera d'oro in bocca. McSue voleva anch'essi, ma Hugh fuggì. L'unica cosa conosciuta della sua vita seguente è che morì nel 1776, all'età di 66 anni. Si presume che fu coinvolto nella guerra d'indipendenza americana. Il suo discendente Patrizio de' Paperoni ereditò l'orologio d'argento, conosciuto da allora come "l'orologio dell'eclisse". Secondo Don Rosa, Schiumatore de' Paperoni e Hugh de' Paperoni sono lo stesso personaggio; "Schiumatore" è solo un soprannome.

#### Jake de' Paperoni o Anacleto Anastasio Anatrone (Jake McDuck, 1832 -1901)
Era lo zio di Paperone. Venne menzionato nella storia Paperino e il ventino fatale (1952) di Carl Barks, in cui Paperino si veste come Jake nel tentativo di ingannare Paperone per fargli donare soldi in beneficenza. Nell'edizione italiana di quella storia veniva chiamato Anacleto Anastasio Anatrone. Il personaggio venne poi utilizzato da Don Rosa, tradotto nell'edizione italiana con il nome di "Jake de' Paperoni" nella Saga di Paperon de' Paperoni. Viveva nella stessa casa di suo fratello Fergus e aiutò lui e la moglie Piumina O'Drake a crescere i loro figli. Si stabilì al castello insieme a suo fratello nel 1885. Secondo gli schizzi e le cronologie di Rosa, Jake nacque nel 1832 dai minatori di carbone Dingo de' Paperoni e Molly Mallard, e crebbe fino a diventare un allevatore a Glasgow. La sua data di morte è sconosciuta, ma sembra che sia compresa tra il 1900 e il 1902

#### Malcolm de' Paperoni (Malcolm "Matey" McDuck, 1530-1564)
Apparve nella storia Paperino e il tesoro della regina di Carl Barks, in una scena in cui Paperone è ipnotizzato nel vedere gli eventi delle vite delle sue precedenti incarnazioni. Il personaggio venne poi utilizzato da Don Rosa. Apparve sull'albero genealogico dei paperi di Rosa, e compare tra i de' Paperoni in paradiso nella Saga di Paperon de' Paperoni.
Malcolm de' Paperoni nacque nel 1530. Egli apparteneva a un ramo del Clan de' Paperoni che si era stabilito in Inghilterra. Servì nella marina inglese. Nel 1563 divenne il primo ufficiale della fregata HMS "Falcone Reale". Servì sotto il capitano Loyal Hawk. La nave fece irruzione Mar dei Caraibi spagnoli tra il 1563 e il 1564. Lui e il nostromo Paperinocchio Codacorta, che in seguito si sarebbe reincarnato in Paperino, seppellirono delle patate sotto l'ordine del capitano Loyal Hawk e per la Regina d'Inghilterra. Si dice che Malcolm de' Paperoni abbia perso la vita il 9 dicembre 1564, quando la flotta spagnola affondò il "Falcone Reale" insieme al suo equipaggio, anche se questo non è vero. Nel 1579 prese il comando del neonato Fort Drakeborough, uno stabilimento che nel 1818 venne conquistato da Cornelius Coot e in seguito ribattezzato Forte Paperopoli.

#### Patrizio de' Paperoni (Quagmire McDuck, 1807-1880)
Venne menzionato per la prima volta da Carl Barks nella storia Zio Paperone e l'orologio dell'eclisse, pubblicata nel giugno 1955.
Patrizio era un fratello di Dingo de' Paperoni. Aveva ereditato l'orologio d'argento del suo antenato Hugh de' Paperoni. A quanto pare era abbastanza ricco da avere una sua proprietà. Alla sua morte il suo orologio venne ereditato dal nipote Fergus de' Paperoni. La sua proprietà rimase non reclamata finché il suo pronipote Paperone, ormai proprietario dell'orologio, non cercò di rivendicarla.

#### Locksley de' Paperoni (Locksley McDuck)
Menzionato in "The History of The Clan McDuck" di Don Rosa, un capitolo creato per la Saga di Paperon de' Paperoni ma che alla fine non trovò un posto nella storia. Locksley de' Paperoni si unì al rinnegato Robert Roy MacGregor qualche tempo dopo il 1707. L'alleanza si concluse più tardi, quando Locksley ebbe delle difficoltà a fare l'ultima parte di "Rubare ai ricchi per dare ai poveri".

#### Molly Mallard (1812-1865)
Venne creata da Don Rosa per il suo albero genealogico dei paperi e non è apparsa in nessuna storia. Era la moglie di Dingo de' Paperoni ed ebbe tre figli: Angus de' Paperoni, Jake de' Paperoni e Fergus de' Paperoni.

#### Piumina O'Drake (Downy O'Drake, 1840-1897)
È la madre di Paperone. Venne creata da Don Rosa e appare nella Saga di Paperon de' Paperoni e nell'albero genealogico dei paperi.
Di origine irlandese, nacque nel 1840. Sposò Fergus de' Paperoni e divenne la madre di tre bambini: Paperone, Matilda e Ortensia. Era una casalinga e madre molto devota. Si stabilì all'antico castello de' Paperoni a Colle Fosco con la sua famiglia nel 1885. Morì nel 1897 e fu sepolta nel cimitero dei de' Paperoni.

### Contemporanei

#### Douglas
È un cugino di Paperone apparso in numerose storie a fumetti Disney danesi. Assomiglia a Paperone non solo nell'aspetto ma anche nel temperamento. Egli è tuttavia senza speranza nel trovare e identificare l'oro e spesso frustra Paperone da lui criticato per non essere abbastanza "de' Paperoni". Nella storia Zio Paperone - Il più furbo tra i duri, Douglas venne ritratto come lo zio di Chiarafonte Duck.

#### Gedeone de' Paperoni
Fratello minore di Paperone e appare esclusivamente in storie a fumetti italiane dove è il direttore del giornale "Il grillo parlante", il quotidiano più credibile di Paperopoli. Gedeone ha anche un rapporto antagonistico con il fratello Paperone. Il personaggio venne creato da Romano Scarpa e apparve per la prima volta nella storia Paperino e i gamberi in salmì, pubblicata il 10 febbraio 1956.. Scarpa dichiarò di essersi ispirato vagamente alle fattezze di Mario Gentilini, l'allora direttore di Topolino. Nelle successive storie Gedeone diventa il proprietario di altri quotidiani: Il Grillo della Sera e La Tromba di Paperopoli, ma grazie al lavoro di alcuni estimatori di Scarpa nelle storie più moderne è ritornato proprietario della vecchia testata. L'esistenza di Gedeone è incompatibile con la visione di Barks di Paperone come presentato ne Il segreto del vecchio castello. In questa storia, Paperone afferma che egli è l'ultimo del clan de' Paperoni.

#### Giasone de' Paperoni
Cugino di Paperone, molto simile a lui nell'aspetto fisico, appare una sola volta, nella storia "Zio Paperone e la pecora nera", di Carlo Panaro, disegnata da Giovanni Romanini, vestito con una coppola rossa, una palandrana blu e delle ghette rosse. Anche il carattere è opposto a quello del cugino, infatti Giasone è generoso e magnanimo; tuttavia non ha il senso degli affari.

#### Ortensia de' Paperoni (Hortense McDuck, 1876-...)
Nuora di Nonna Papera, sorella di Matilda e Paperone, moglie di Quackmore Duck, cognata di Gustavo Paperone e Daphne Duck, zia di Gastone, madre di Della Duck e Paperino e infine nonna di Qui, Quo e Qua.
Ortensia nacque nel 1876 a Glasgow, figlia più giovane di Fergus de' Paperoni e Piumina O'Drake. Nell'albero genealogico di Barks, il suo fratello maggiore era Paperone e sua sorella era Matilda. Altri autori diedero a Paperone due fratellastri, Anatrone de' Pennuti e Gedeone, anche se questi non compaiono nella concezione della famiglia di Barks. Anche Jake de' Paperoni, suo zio paterno, viveva con loro. Ortensia nacque in una famiglia della classe operaia che viveva in condizioni di relativa povertà. Nel 1877 suo fratello Paperone inizia a lavorare come lucidatore di scarpe per contribuire a sostenere la sua famiglia. All'epoca Ortensia era solo una bambina mentre il fratello guadagnava la sua Numero Uno. Paperone trascorreva parte del suo tempo libero con le sue sorelle minori e, occasionalmente, riparava le loro bambole. Altrimenti Ortensia trascorreva la maggior parte del suo tempo aggrappata alla sua sorella maggiore. Nel 1880 Paperone era arrivato a rendersi conto che i suoi guadagni non erano abbastanza, nonostante il suo duro lavoro e gli sforzi. Emigrò negli Stati Uniti nella speranza di guadagnare la propria fortuna. Venne assunto come mozzo su una nave mercantile in partenza per New Orleans, in Louisiana. Fergus osservò che il "Ciao, P-prone" di Ortensia erano le sue prime parole. Prima di allora, tutto quello che poteva dire era "glxblt". Fin da piccola fu evidente che Ortensia aveva un pessimo carattere combinato con una notevole forza. Nel 1882 Paperone venne assunto come cowboy a condizione che riuscisse a domare una cavalla indomabile. Paperone riuscì nell'impresa e ribattezzò la cavalla Ortensia. Nel 1885 le terre ereditarie del clan de' Paperoni compreso il castello abbandonato dal 1675 stavano per essere sequestrate per tasse non pagate. I Whiskervilles, nemici dei de' Paperoni dal XV secolo, progettavano di ottenere la proprietà delle terre e stavano già cercando di saccheggiare il castello e il suo cimitero, alla ricerca di antichi reperti e tesori. Fergus e Jake sorvegliavano il castello per fermarli. La novenne Ortensia si offrì di aiutarli e si dimostrò più efficace nel combattimento di tutti i de' Paperoni anziani. I Whiskervilles arrivarono a temerla. Nel 1902 Paperone tornò in Scozia per andare a prendere Ortensia e la loro sorella Matilda. Quando Paperone stabilì Paperopoli, in Calisota, Stati Uniti come sua base, iniziò a viaggiare per il mondo cercando di espandere il suo impero finanziario. Uno dei momenti di maggiore orgoglio di Ortensia fu quando lei fece fuggire da sola tutti i militari degli Stati Uniti dalla Collina Ammazzamotori, armata solo di una scopa e del suo brutto carattere, con grande vergogna dell'allora presidente Theodore Roosevelt. Dal 1902 al 1930 lei e Matilda gestirono l'impero di Paperone mentre lui era via. Durante questi anni Ortensia incontrò il suo fidanzato Quackmore Duck, che sposò nel 1920. Più tardi lo stesso anno diede alla luce due gemelli. Suo figlio venne chiamato Paolino Paperino e sua figlia Della Duck. Dei due solo il bambino ereditò il temperamento di sua madre. Una lite con Paperone nel 1930 terminò tutti i rapporti tra Paperone e la sua famiglia, e lei si ritirò. Si pensava che fosse morta nel 1948, perché in quest'anno Paperone sosteneva di essere l'ultimo dei de' Paperoni. Tuttavia, saltò fuori che Matilda è viva e vegeta in un racconto di Don Rosa: lì lei si riferisce anche a Ortensia, anche se questa non si vede. Nelle note alla pubblicazione danese della storia (Hall of Fame - Don Rosa Book 10), si afferma che l'editore ha deciso che Ortensia è "ufficialmente morta".

#### Matilda de' Paperoni (Matilda McDuck, 1871- ...)
È una delle due sorelle di Paperone. Venne menzionata per la prima volta nel 1950 nello schizzo di Carl Barks per un albero genealogico della famiglia Duck, dove venne mostrata come madre adottiva di Gastone Paperone. Il personaggio venne abbandonato nella versione del 1991 (dove Gastone è il nipote biologico di Nonna Papera e non è correlato a Paperone), ma Don Rosa prese il nome e utilizzò Matilda come personaggio di rilievo nella Saga di Paperon de' Paperoni. Matilda è solitamente disegnata con un fiore sul cappello, che perde un petalo in ogni vignetta in cui lei appare.
Matilda nasce a Glasgow nel 1871 da Fergus de' Paperoni e Piumina O'Drake. Lei è la sorella minore di Paperone. Avrebbe avuto una sorella minore di nome Ortensia. A differenza degli animi infuocati di Paperone e Ortensia, lei era sempre incredibilmente calma. Nel 1902 Paperone tornò in Scozia e portò entrambe le sue sorelle con lui in America. Quando stabilì la sua base a Paperopoli, lasciò Matilda e Ortensia a gestire il suo impero dal 1902 al 1930. Nel frattempo viaggiò per il mondo per espandere il suo impero finanziario. Nel 1930, una lite con Paperone terminò tutti i rapporti tra lui e la sua famiglia, e si crede che le sue sorelle abbiano lasciato Paperopoli.
Nella storia Una lettera da casa (2004) è dimostrato che venne assunta dal nipote Paperino (figlio di Ortensia) per prendersi cura del castello in Scozia. Matilda si riconcilia con Paperone e si intuisce che Paperino abbia deliberatamente predisposto la riunione. Questa fu la prima volta che Qui, Quo e Qua incontrarono la loro prozia. Paperone ritorna al castello per un altro tesoro e viene a sapere da Matilda che la sua famiglia già sapeva del tesoro ma che il loro padre Fergus decise di non dire a Paperone di esso. Sia Paperone che Matilda pensavano che fosse a causa della disapprovazione di Fergus per i modi avidi di Paperone ma dopo aver trovato una lettera imparano che il vero motivo è che Fergus pensava che Paperone si sarebbe sentito meglio a costruire la sua fortuna invece di ereditarne una. Matilda mentre cerca di lasciare il castello cita Ortensia. Tuttavia, nel commento alla stampa americana della storia, Don Rosa afferma che gli è stato impossibile usare Ortensia perché avrebbe dovuto spiegare perché avesse abbandonato la sua famiglia. Così il destino di Ortensia rimane un mistero. Nelle note alla pubblicazione danese della storia (Hall of Fame - Don Rosa Book 10), si afferma che l'editore ha deciso che Ortensia è "ufficialmente morta". Don Rosa ha suggerito che Matilda avrebbe sposato il noto personaggio Disney Pico De Paperis.

#### Straccetton de' Paperoni (Moocher McDuck)
In italiano noto anche Mac Mucher e Fannullon de' Paperoni, è il cugino povero di Paperone, che apparve per la prima volta nella storia Zio Paperone e il sosia di primo grado di Tony Strobl. L'aspetto di Straccettone è molto simile a quello di Paperone, tranne per il fatto che egli indossa abiti stracciati, ma, a differenza del suo ricchissimo cugino, Straccettone è di buon cuore. Venne utilizzato in alcune storie a fumetti brasiliane negli anni '70.

#### Anatrone de' Pennuti (Rumpus McFowl)
Venne creato da William Van Horn e introdotto come un cugino pigro e avido di Paperone. Venne presto rivelato che lui era il fratellastro di Paperone. La sua esatta relazione con gli altri personaggi dell'universo Paperone è sconosciuta. È stato tuttavia affermato che sua madre era stata brevemente sposata con Fergus de' Paperoni. Anatrone è un collezionista orgoglioso di rocce. Ha un appetito gigantesco e russa molto. In un primo momento Anatrone aveva un rapporto antagonistico con Paperino, i suoi nipoti e Paperone, ma cominciarono ad andare più d'accordo in storie successive. In Italia, una delle storie in cui compare Anatrone de' Pennuti è Zio Paperone e il fraterno problema, pubblicata nel 2002 sulla rivista Zio Paperone.

## La sede
La sede del clan è il castello de' Paperoni che appare per la prima volta nella storia di Carl Barks "Paperino e il segreto del vecchio castello" pubblicata su Donald Duck Four Color n. 189 del 1948. L'unica altra storia di Barks ad avere il castello de' Paperoni fu Il clan di zio Paperone. Don Rosa utilizzò il castello nella Saga di Paperon de' Paperoni, parti 1, 5 e 9, e in Una lettera da casa. Nella saga di Rosa il castello si trova a Colle Fosco nel Rannoch Moor (un luogo reale della Scozia). Il paese più vicino è l'immaginario MacDuich. La famiglia de' Paperoni (fatta eccezione per un paio di fantasmi di famiglia) abbandonò il castello nel 1675 per trasferirsi a MacDuich, e più tardi a Glasgow a causa "un mostruoso cane demoniaco". Secondo don Rosa il castello venne costruito nel 400 d.C., come raffigurato negli inediti disegni dei primi progetti. È più probabilmente basato sullo Skibo Castle di Andrew Carnegie, addicendo il personaggio di Paperon de' Paperoni come una libera caricatura di Carnegie. Alla morte del padre, Paperon de' Paperoni divenne proprietario del castello e delle sue terre. Paperone aveva sostenuto finanziariamente il castello per molti anni, il che permise alla famiglia de' Paperoni di rioccuparlo nel 1885.
Nella serie DuckTales, il castello de' Paperoni comparve nell'episodio La maledizione del castello di zio Paperone, dove Paperone, Gaia e i nipoti indagano su una crisi in Scozia. Questo episodio è vagamente basato su Il clan di zio Paperone. Anche altri fumettisti hanno utilizzato il castello. L'uso più famoso del castello de' Paperoni al di fuori dell'universo di Barks/Rosa è nella storia di Angus/Vicar dal titolo The Sobbing Serpent.

### Il tartan
Due modelli di tartan sono registrati presso la House of Tartans, MacDuck e MacDuck Final version (da notare la variazione di ortografia: MacDuck vs. McDuck). Questi sono stati creati e registrati dalla Walt Disney Corporation, MacDuck Final version nel 1942 e MackDuck nel 1984. Entrambi i tartan sono reali e sono disponibili come rotoli di stoffa o kilt finiti e altri indumenti.
Alcune fonti affermano che Disney abbia creato la MacDuck Final version con Paperon de' Paperoni in mente. Questo è improbabile, poiché Paperon de' Paperoni fece la sua prima apparizione nel 1947, nella storia Il Natale di Paperino sul Monte Orso, e in quest'ultima non sono esplicitate le sue origini scozzesi. Un tartan che somiglia alla MacDuck Final version, con i colori arancio e verde che evidentemente riprendono quelli del Clan, è mostrato in alcune storie di Don Rosa, come Una lettera da casa.